# Una parte di me
Una parte di me è l'ottavo album di Nek, pubblicato il 13 maggio 2005 da Warner Bros. Records in formato CD.

## Il disco
Una parte di me è il settimo album in cui è presente Antonello de Sanctis. È il secondo album in cui è presente come autore Daniele Ronda ed è il primo in cui è presente come autore Andrea Amati insieme a Sergio Vinci.
Con il brano Lascia che io sia, primo singolo estratto da questo album Nek ha vinto il Festivalbar del 2005: inoltre il brano è stato cantato alla fine dell'altro programma musicale Top of the Pops, entrambi andati in onda su Italia 1.
Gli altri singoli estratti dall'album sono Contromano e L'inquietudine.
L'album raggiunge la terza posizione in Italia e Svizzera.

## Tracce

### Una parte di me
1. Contromano – 3:25 (Andrea Amati)
2. Lascia che io sia – 3:32 (testo: Filippo Neviani, Antonello De Sanctis – musica: Nek, Daniele Ronda)
3. L'inquietudine – 3:27 (testo: Antonello de Sanctis – musica: Sergio Vinci)
4. Notte bastarda – 3:14 (testo: Antonello de Sanctis – musica: Daniele Ronda)
5. Abbracciami – 3:33 (testo: Antonello de Sanctis – musica: Sergio Vinci)
6. Darei di più di tutto quel che ho – 3:30 (testo: Antonello de Sanctis, Nek – musica: Nek)
7. Va bene così – 2:51 (testo: Antonello de Sanctis – musica: Daniele Ronda)
8. Una parte di me – 3:21 (testo: Antonello de Sanctis – musica: Daniele Ronda)
9. Non vale un addio – 3:40 (testo: Antonello de Sanctis – musica: Nek)
10. Io sono qui – 4:04 (testo: Antonello de Sanctis – musica: Nek)

### Una parte de mí
1. A contramano – 3:25 (Andrea Amati - adatt. spagnolo: Ignacio Ballesteros)
2. Para ti sería – 3:32 (testo: Nek, Antonello de Sanctis - adatt. spagnolo: Ignacio Ballesteros – musica: Nek, Daniele Ronda)
3. La inquietud – 3:27 (testo: Antonello de Sanctis - adatt. spagnolo: Ignacio Ballesteros – musica: Sergio Vinci)
4. Noche arriesgada – 3:14 (testo: Antonello de Sanctis - adatt. spagnolo: Ignacio Ballesteros – musica: Daniele Ronda)
5. Abrázame – 3:33 (testo: Antonello de Sanctis - adatt. spagnolo: Ignacio Ballesteros – musica: Sergio Vinci)
6. Daría todo lo que tengo y más – 3:30 (testo: Antonello de Sanctis, Nek - adatt. spagnolo: Ignacio Ballesteros – musica: Nek)
7. Ya está bien así – 2:51 (testo: Antonello de Sanctis - adatt. spagnolo: Ignacio Ballesteros – musica: Daniele Ronda)
8. Una parte de mí – 3:21 (testo: Antonello de Sanctis - adatt. spagnolo: Ignacio Ballesteros – musica: Daniele Ronda)
9. No vale un adiós – 3:40 (testo: Antonello de Sanctis - adatt. spagnolo: Ignacio Ballesteros – musica: Nek)
10. Y estoy aquí – 4:04 (testo: Antonello de Sanctis - adatt. spagnolo: Ignacio Ballesteros – musica: Nek)

## Formazione
- Nek – voce, chitarra acustica, percussioni, basso, chitarra elettrica, cori
- Cesare Chiodo – basso
- Alfredo Golino – batteria
- Max Costa – tastiera, percussioni, programmazione
- Andrea Rosatelli – basso, contrabbasso
- Dado Parisini – tastiera, pianoforte, organo Hammond
- Luciano Galloni – batteria, percussioni
- Gabriele Messori – tromba
- Emiliano Fantuzzi – chitarra elettrica, chitarra acustica, tastiera, programmazione
- Sandro Allario – fisarmonica
- Gabriele Cicognani – basso
- Pier Foschi – batteria
- Massimo Varini – chitarra acustica, cori, chitarra elettrica, tastiera

## Classifiche

### Classifiche settimanali
| Classifica (2005) | Posizione massima |
| ----------------- | ----------------- |
| Austria           | 46                |
| Francia           | 170               |
| Germania          | 75                |
| Italia            | 3                 |
| Spagna            | 34                |
| Svizzera          | 3                 |

### Classifiche di fine anno
| Classifica (2005) | Posizione |
| ----------------- | --------- |
| Italia            | 23        |
| Svizzera          | 37        |